# Olympische Sommerspiele 1968/Teilnehmer (BR Deutschland)
| Gelbes Symbol für Goldmedaillen mit stilisierten Olympischen Ringen | Graues Symbol für Silbermedaillen mit stilisierten Olympischen Ringen | Braundes Symbol für Bronzemedaillen mit stilisierten Olympischen Ringen |
| ------------------------------------------------------------------- | --------------------------------------------------------------------- | ----------------------------------------------------------------------- |
| 5                                                                   | 11                                                                    | 10                                                                      |

Die Bundesrepublik Deutschland nahm an den Olympischen Sommerspielen 1968 in Mexiko-Stadt erstmals als einzelne Nation teil. Die Delegation umfasste 275 Sportler, davon 232 Männer und 43 Frauen, die in 154 Wettkämpfen in 17 Sportarten antraten und dabei 26 Medaillen errangen. Damit war man gemäß dem Medaillenspiegel die achtbeste Nation. Der Ringer Wilfried Dietrich wurde als Fahnenträger zur Eröffnungsfeier ausgewählt. Erfolgreichste Vertreter waren der Leichtathlet Gerhard Hennige und die Reiter Reiner Klimke und Josef Neckermann, die je zwei Medaillen gewannen.

## Teilnehmer nach Sportarten

### Boxen
| Athleten        | Wettbewerb        | 1. Runde    | 1. Runde | 2. Runde      | 2. Runde      | Achtelfinale  | Achtelfinale  | Viertelfinale | Viertelfinale | Halbfinale    | Halbfinale    | Finale        | Finale        | Rang   |
| Athleten        | Wettbewerb        | Gegner      | Ergebnis | Gegner        | Ergebnis      | Gegner        | Ergebnis      | Gegner        | Ergebnis      | Gegner        | Ergebnis      | Gegner        | Ergebnis      | Rang   |
| --------------- | ----------------- | ----------- | -------- | ------------- | ------------- | ------------- | ------------- | ------------- | ------------- | ------------- | ------------- | ------------- | ------------- | ------ |
| Männer          |                   |             |          |               |               |               |               |               |               |               |               |               |               |        |
| Horst Rascher   | Bantamgewicht     | Velásquez   | RSC      | Campbell      | 4:1           | Shittu        | 3:2           | Chang         | 0:5           | ausgeschieden | ausgeschieden | ausgeschieden | ausgeschieden | 5      |
| Werner Ruzicka  | Federgewicht      | Strømme     | 2:3      | ausgeschieden | ausgeschieden | ausgeschieden | ausgeschieden | ausgeschieden | ausgeschieden | ausgeschieden | ausgeschieden | ausgeschieden | ausgeschieden | 33     |
| Gerd Puzicha    | Halbweltergewicht | Freilos     | Freilos  | McCourt       | 5:0           | Nilsson       | 2:3           | ausgeschieden | ausgeschieden | ausgeschieden | ausgeschieden | ausgeschieden | ausgeschieden | 9      |
| Dieter Kottysch | Weltergewicht     | Saarivainio | RSC      | Mussalimow    | 0:5           | ausgeschieden | ausgeschieden | ausgeschieden | ausgeschieden | ausgeschieden | ausgeschieden | ausgeschieden | ausgeschieden | 17     |
| Günther Meier   | Halbmittelgewicht | –           | –        | Bórquez       | 5:0           | Thega         | 5:0           | Jackson       | 5:0           | Lagutin       | 1:4           | ausgeschieden | ausgeschieden | Bronze |
| Ewald Wichert   | Mittelgewicht     | –           | –        | –             | –             | Finnegan      | 2:3           | ausgeschieden | ausgeschieden | ausgeschieden | ausgeschieden | ausgeschieden | ausgeschieden | 9      |
| Raymar Reimers  | Halbschwergewicht | –           | –        | Freilos       | Freilos       | Monea         | 0:5           | ausgeschieden | ausgeschieden | ausgeschieden | ausgeschieden | ausgeschieden | ausgeschieden | 9      |
| Dieter Renz     | Schwergewicht     | –           | –        | –             | –             | Bambini       | 0:5           | ausgeschieden | ausgeschieden | ausgeschieden | ausgeschieden | ausgeschieden | ausgeschieden | 9      |

### Fechten
| Athleten         | Wettbewerb | 1. Runde | 1. Runde | 2. Runde      | 2. Runde      | Finalrunde      | Finalrunde    | Rang          |
| Athleten         | Wettbewerb | Punkte   | Rang     | Punkte        | Rang          | Punkte          | Rang          | Rang          |
| ---------------- | ---------- | -------- | -------- | ------------- | ------------- | --------------- | ------------- | ------------- |
| Frauen           |            |          |          |               |               |                 |               |               |
| Helga Mees       | Florett    | 1:4      | 4        | 0:5           | 6             | ausgeschieden   | ausgeschieden | 7             |
| Monika Pulch     | Florett    | 3:2      | 4        | 1:4           | 6             | ausgeschieden   | ausgeschieden | ausgeschieden |
| Heidi Schmid     | Florett    | 2:4      | 4        | 2:3           | 4             | ausgeschieden   | ausgeschieden | ausgeschieden |
| Männer           |            |          |          |               |               |                 |               |               |
| Dieter Jung      | Degen      | 4:1      | 1        | 3:2           | 3             | ausgeschieden   | ausgeschieden | 25            |
| Franz Rompza     | Degen      | 5:0      | 1        | 2:3           | 3             | ausgeschieden   | ausgeschieden | 13            |
| Fritz Zimmermann | Degen      | 3:1      | 1        | 2:3           | 4             | ausgeschieden   | ausgeschieden | 13            |
| Tim Gerresheim   | Florett    | 2:2      | 3        | 3:2           | 3             | ausgeschieden   | ausgeschieden | 17            |
| Dieter Wellmann  | Florett    | 3:1      | 2        | 3:2           | 4             | Platz 5: Kamuti | 4:10          | 17            |
| Friedrich Wessel | Florett    | 3:1      | 3        | 3:2           | 2             | ausgeschieden   | ausgeschieden | 17            |
| Volker Duschner  | Säbel      | 3:3      | 5        | ausgeschieden | ausgeschieden | ausgeschieden   | ausgeschieden | 7             |
| Walter Köstner   | Säbel      | 2:3      | 3        | 2:3           | 5             | ausgeschieden   | ausgeschieden | ausgeschieden |
| Paul Wischeidt   | Säbel      | 4:2      | 3        | 3:2           | 4             | ausgeschieden   | ausgeschieden | 13            |

| Athleten                                                                         | Wettbewerb         | 1. Runde | 1. Runde | Viertelfinale | Viertelfinale | Halbfinale    | Halbfinale    | Finale        | Finale        | Rang |
| Athleten                                                                         | Wettbewerb         | Gegner   | Ergebnis | Gegner        | Ergebnis      | Gegner        | Ergebnis      | Gegner        | Ergebnis      | Rang |
| -------------------------------------------------------------------------------- | ------------------ | -------- | -------- | ------------- | ------------- | ------------- | ------------- | ------------- | ------------- | ---- |
| Frauen                                                                           |                    |          |          |               |               |               |               |               |               |      |
| Helga Koch Helga Mees Monika Pulch Heidi Schmid Gudrun Theuerkauff               | Florett Mannschaft | MEX      | 8:8      | HUN           | 3:9           | ausgeschieden | ausgeschieden | ausgeschieden | ausgeschieden | 5    |
| Helga Koch Helga Mees Monika Pulch Heidi Schmid Gudrun Theuerkauff               | Florett Mannschaft | FRA      | 7:8      | HUN           | 3:9           | ausgeschieden | ausgeschieden | ausgeschieden | ausgeschieden | 5    |
| Männer                                                                           |                    |          |          |               |               |               |               |               |               |      |
| Max Geuter Paul Gnaier Dieter Jung Franz Rompza Fritz Zimmermann                 | Degen Mannschaft   | IRL      | 15:1     |               |               | GBR           | 4:8           | Platz 3: POL  | 6:9           | 4    |
| Max Geuter Paul Gnaier Dieter Jung Franz Rompza Fritz Zimmermann                 | Degen Mannschaft   | SUI      | 11:5     | URS           | 3:9           |               |               | Platz 3: POL  | 6:9           | 4    |
| Max Geuter Paul Gnaier Dieter Jung Franz Rompza Fritz Zimmermann                 | Degen Mannschaft   | SWE      | 9:2      | URS           | 3:9           |               |               | Platz 3: POL  | 6:9           | 4    |
| Jürgen Brecht Tim Gerresheim Jürgen Theuerkauff Dieter Wellmann Friedrich Wessel | Florett Mannschaft | IRL      | 15:1     | JPN           | 8/60:8:57     | Platz 5: HUN  | 4:9           | 6             |               |      |
| Klaus Allisat Percy Borucki Volker Duschner Walter Köstner Paul Wischeidt        | Säbel Mannschaft   | IRL      | 14:2     | USA           | 7:9           | ausgeschieden | ausgeschieden | 7             |               |      |
| Klaus Allisat Percy Borucki Volker Duschner Walter Köstner Paul Wischeidt        | Säbel Mannschaft   | HUN      | 3:13     | HUN           | 4:9           | ausgeschieden | ausgeschieden | 7             |               |      |

### Gewichtheben
| Athleten        | Wettbewerb          | Reißen   | Stoßen   | Zweikampf | Gesamt   | Gesamt |
| Athleten        | Wettbewerb          | Gewicht  | Gewicht  | Gewicht   | Gewicht  | Rang   |
| --------------- | ------------------- | -------- | -------- | --------- | -------- | ------ |
| Männer          |                     |          |          |           |          |        |
| Dieter Rauscher | Federgewicht        | 107,5 kg | 132,5 kg | 112,5 kg  | 352,5 kg | 11     |
| Uwe Kliche      | Leichtgewicht       | 115,0 kg | 152,5 kg | 122,5 kg  | 390,0 kg | 10     |
| Albert Huser    | Mittelgewicht       | 115,0 kg | 160,0 kg | 135,0 kg  | 410,0 kg | 11     |
| Rainer Dörrzapf | Leichtschwergewicht | 140,0 kg | 160,0 kg | 135,0 kg  | 435,0 kg | 11     |
| Rudolf Mang     | Schwergewicht       | 152,5 kg | 195,0 kg | 177,5 kg  | 525,0 kg | 5      |

### Hockey
| Wettbewerb       | Männer |
| ---------------- | --- |
| Athleten         | Utz Aichinger Wolfgang Baumgart Hermann End Klaus Greinert Friedrich Josten Carsten Keller Detlev Kittstein Michael Krause Günther Krauss Dirk Michel Wolfgang Müller Wolfgang Rott Fritz Schmidt Norbert Schuler Ulrich Sloma Eckardt Suhl Uli Vos Jürgen Wein |
| Gruppenphase     | Belgien 2:0 (0:0) Indien 1:2 (1:1) Japan 2:0 (0:0) DDR 3:2 (1:1) Neuseeland 0:0 Spanien 2:0 (0:0) Mexiko |
| Halbfinale       | Pakistan 0:1 n. V. (0:0, 0:0) |
| Spiel um Platz 3 | Indien 1:2 (1:0) |
| Platzierung      | 4. |

### Kanu
| Athleten                                                 | Wettbewerb | Vorlauf    | Vorlauf | Vorlauf       | Hoffnungslauf | Hoffnungslauf | Halbfinale  | Halbfinale | Finale        | Finale        | Rang   |
| Athleten                                                 | Wettbewerb | Zeit       | Rang    | Qualifikation | Zeit          | Rang          | Zeit        | Rang       | Zeit          | Rang          | Rang   |
| -------------------------------------------------------- | ---------- | ---------- | ------- | ------------- | ------------- | ------------- | ----------- | ---------- | ------------- | ------------- | ------ |
| Frauen                                                   |            |            |         |               |               |               |             |            |               |               |        |
| Renate Breuer                                            | K-1 500 m  | 2:10,3 min | 6       | Finale        | –             | –             | –           | –          | 2:12,71 min   | 2             | Silber |
| Roswitha Esser Annemarie Zimmermann                      | K-2 500 m  | 1:59,5 min | 1       | Finale        | –             | –             | –           | –          | 1:56,44 min   | 1             | Gold   |
| Männer                                                   |            |            |         |               |               |               |             |            |               |               |        |
| Horst Mattern                                            | K-1 1000 m | 4:09,5 min | 12      | Halbfinale    | –             | –             | 4:13,46 min | 15         | ausgeschieden | ausgeschieden | 15     |
| Holger Zander Bernhard Schulze                           | K-2 1000 m | 3:50,8 min | 11      | Hoffnungslauf | 3:50,08 min   | 2             | 3:49,19 min | 8          | 4:02,01 min   | 9             | 9      |
| Bernd Guse Erich Kemnitz Jochen Schneider Erich Suhrbier | K-4 1000 m | 3:23,8 min | 11      | Hoffnungslauf | 3:30,58 min   | 4             | 3:26,12 min | 14         | ausgeschieden | ausgeschieden | 14     |
| Detlef Lewe                                              | C-1 1000 m | 4:24,5 min | 1       | Finale        | –             | –             | –           | –          | 4:38,31 min   | 1             | Silber |
| Roland Kapf Klaus Lewandowsky                            | C-2 1000 m | 4:11,4 min | 5       | Finale        | –             | –             | –           | –          | 4:21,99 min   | 7             | 7      |

### Leichtathletik
Laufen und Gehen
| Athleten                                                          | Wettbewerb        | Vorlauf     | Vorlauf | Viertelfinale | Viertelfinale | Halbfinale    | Halbfinale    | Finale        | Finale        | Rang   |
| Athleten                                                          | Wettbewerb        | Zeit        | Rang    | Zeit          | Rang          | Zeit          | Rang          | Zeit          | Rang          | Rang   |
| ----------------------------------------------------------------- | ----------------- | ----------- | ------- | ------------- | ------------- | ------------- | ------------- | ------------- | ------------- | ------ |
| Frauen                                                            |                   |             |         |               |               |               |               |               |               |        |
| Karin Reichert-Frisch                                             | 100 m             | 11,9 s      | 33      | 11,6 s        | 19            | ausgeschieden | ausgeschieden | ausgeschieden | ausgeschieden | 19     |
| Renate Meyer                                                      | 100 m             | 11,7 s      | 23      | 11,6 s        | 21            | ausgeschieden | ausgeschieden | ausgeschieden | ausgeschieden | 21     |
| Halina Herrmann                                                   | 100 m             | 11,8 s      | 29      | ausgeschieden | ausgeschieden | ausgeschieden | ausgeschieden | ausgeschieden | ausgeschieden | 29     |
| Halina Herrmann                                                   | 200 m             | 24,7 s      | 32      | –             | –             | ausgeschieden | ausgeschieden | ausgeschieden | ausgeschieden | 32     |
| Jutta Stöck                                                       | 200 m             | 23,3 s      | 7       | –             | –             | 23,4 s        | 10            | 23,2 s        | 8             | 8      |
| Rita Jahn                                                         | 200 m             | 24,0 s      | 25      | –             | –             | ausgeschieden | ausgeschieden | ausgeschieden | ausgeschieden | 25     |
| Helga Henning                                                     | 400 m             | 53,5 s      | 5       | –             | –             | 53,3 s        | 4             | 52,8 s        | 7             | 7      |
| Inge Schell                                                       | 80 m Hürden       | 10,7 s      | 7       | –             | –             | 10,8 s        | 9             | ausgeschieden | ausgeschieden | 10     |
| Renate Meyer Jutta Stöck Rita Jahn Ingrid Mickler-Becker          | 4 × 100-m-Staffel | –           | –       | –             | –             | 44,1 s        | 6             | 43,7 s        | 6             | 6      |
| Männer                                                            |                   |             |         |               |               |               |               |               |               |        |
| Karl-Peter Schmidtke                                              | 100 m             | 10,38 s     | 14      | 10,48 s       | 30            | ausgeschieden | ausgeschieden | ausgeschieden | ausgeschieden | 30     |
| Gerhard Wucherer                                                  | 100 m             | 10,42 s     | 17      | 10,33 s       | 18            | ausgeschieden | ausgeschieden | ausgeschieden | ausgeschieden | 18     |
| Gert Metz                                                         | 100 m             | 10,55 s     | 34      | ausgeschieden | ausgeschieden | ausgeschieden | ausgeschieden | ausgeschieden | ausgeschieden | 36     |
| Gert Metz                                                         | 200 m             | 21,24 s     | 30      | ausgeschieden | ausgeschieden | ausgeschieden | ausgeschieden | ausgeschieden | ausgeschieden | 30     |
| Joachim Eigenherr                                                 | 200 m             | 20,69 s     | 8       | 20,53 s       | 5             | 20,49 s       | 8             | 20,66 s       | 8             | 8      |
| Manfred Kinder                                                    | 400 m             | 46,95 s     | 36      | ausgeschieden | ausgeschieden | ausgeschieden | ausgeschieden | ausgeschieden | ausgeschieden | 36     |
| Martin Jellinghaus                                                | 400 m             | 46,50 s     | 25      | 46,00 s       | 10            | 45,06 s       | 3             | 45,33 s       | 5             | 5      |
| Helmar Müller                                                     | 400 m             | 45,98 s     | 15      | 45,78 s       | 8             | 46,22 s       | 11            | ausgeschieden | ausgeschieden | 11     |
| Franz-Josef Kemper                                                | 800 m             | 1:47,0 min  | 3       | –             | –             | 1:47,3 min    | 12            | ausgeschieden | ausgeschieden | 12     |
| Walter Adams                                                      | 800 m             | 1:48,4 min  | 13      | –             | –             | 1:46,4 min    | 5             | 1:45,8 min    | 4             | 4      |
| Bodo Tümmler                                                      | 1500 m            | 3:51,59 min | 15      | –             | –             | 3:53,66 min   | 10            | 3:39,08 min   | 3             | Bronze |
| Arnd Krüger                                                       | 1500 m            | 3:59,40 min | 39      | –             | –             | 4:05,40 min   | 23            | ausgeschieden | ausgeschieden | 23     |
| Harald Norpoth                                                    | 1500 m            | 3:47,00 min | 4       | –             | –             | 3:54,34 min   | 14            | 3:42,57 min   | 4             | 4      |
| Harald Norpoth                                                    | 5000 m            | 14:20,6 min | 5       | –             | –             | –             | –             | DNF           | DNF           | DNF    |
| Werner Girke                                                      | 5000 m            | 15:20,8 min | 30      | –             | –             | –             | –             | ausgeschieden | ausgeschieden | 30     |
| Manfred Letzerich                                                 | 10.000 m          | –           | –       | –             | –             | –             | –             | 30:48,6 min   | 18            | 18     |
| Lutz Philipp                                                      | 10.000 m          | –           | –       | –             | –             | –             | –             | 30:57,0 min   | 23            | 23     |
| Hubert Riesner                                                    | Marathon          | –           | –       | –             | –             | –             | –             | 2:41:29 h     | 33            | 33     |
| Manfred Steffny                                                   | Marathon          | –           | –       | –             | –             | –             | –             | 2:31:23 h     | 17            | 17     |
| Karl-Heinz Sievers                                                | Marathon          | –           | –       | –             | –             | –             | –             | 2:34:11 h     | 23            | 23     |
| Julius Müller                                                     | 20 km Gehen       | –           | –       | –             | –             | –             | –             | DSQ           | DSQ           | DSQ    |
| Horst-Rüdiger Magnor                                              | 50 km Gehen       | –           | –       | –             | –             | –             | –             | 4:39:43,2 h   | 11            | 11     |
| Bernhard Nermerich                                                | 50 km Gehen       | –           | –       | –             | –             | –             | –             | DSQ           | DSQ           | DSQ    |
| Gerhard Weidner                                                   | 50 km Gehen       | –           | –       | –             | –             | –             | –             | 4:43:26,2 h   | 14            | 14     |
| Hinrich John                                                      | 110 m Hürden      | 13,8 s      | 5       | –             | –             | 13,8 s        | 9             | ausgeschieden | ausgeschieden | 9      |
| Werner Trzmiel                                                    | 110 m Hürden      | 13,8 s      | 5       | –             | –             | 13,5 s        | 2             | 13,6 s        | 5             | 5      |
| Gerhard Hennige                                                   | 400 m Hürden      | 49,5 s      | 3       | –             | –             | 49,1 s        | 1             | 49,0 s        | 2             | Silber |
| Rainer Schubert                                                   | 400 m Hürden      | 49,1 s      | 2       | –             | –             | 49,3 s        | 5             | 49,2 s        | 7             | 7      |
| Klaus-Ludwig Brosius                                              | 3000 m Hindernis  | 9:23,98 min | 21      |               |               |               |               | ausgeschieden | ausgeschieden | 21     |
| Willi Wagner                                                      | 3000 m Hindernis  | 9:24,49 min | 22      | ausgeschieden | ausgeschieden | 22            |               |               |               |        |
| Heinz-Gerd Mölders                                                | 3000 m Hindernis  | 9:32,22 min | 27      | ausgeschieden | ausgeschieden | 27            |               |               |               |        |
| Karl-Peter Schmidtke Gert Metz Gerhard Wucherer Joachim Eigenherr | 4 × 100-m-Staffel | 39,1 s      | 8       | –             | –             | 38,9 s        | 6             | 38,7 s        | 6             | 6      |
| Helmar Müller Manfred Kinder Gerhard Hennige Martin Jellinghaus   | 4 × 400-m-Staffel | 3:03,90 min | 5       | –             | –             | –             | –             | 3:00,5 min    | 3             | Bronze |

Springen und Werfen
| Athleten             | Wettbewerb     | Qualifikation | Qualifikation | Finale        | Finale        | Rang   |
| Athleten             | Wettbewerb     | Weite/Höhe    | Rang          | Weite/Höhe    | Rang          | Rang   |
| -------------------- | -------------- | ------------- | ------------- | ------------- | ------------- | ------ |
| Frauen               |                |               |               |               |               |        |
| Heide Rosendahl      | Weitsprung     | 6,54 m        | 1             | 6,40 m        | 8             | 8      |
| Ingrid Becker        | Weitsprung     | 6,40 m        | 8             | 6,43 m        | 6             | 6      |
| Manon Bornholdt      | Weitsprung     | 6,27 m        | 15            | ausgeschieden | ausgeschieden | 15     |
| Marlene Fuchs        | Kugelstoßen    | –             | –             | 17,11 m       | 7             | 7      |
| Gertrud Schäfer      | Kugelstoßen    | –             | –             | 15,26 m       | 10            | 10     |
| Brigitte Berendonk   | Diskuswurf     | –             | –             | 52,80 m       | 8             | 8      |
| Liesel Westermann    | Diskuswurf     | –             | –             | 57,76 m       | 2             | Silber |
| Ameli Koloska        | Speerwurf      | –             | –             | 55,20 m       | 7             | 7      |
| Männer               |                |               |               |               |               |        |
| Ingomar Sieghart     | Hochsprung     | 2,12 m        | 8             | 2,09 m        | 9             | 9      |
| Gunther Spielvogel   | Hochsprung     | 2,12 m        | 13            | 2,14 m        | 7             | 7      |
| Thomas Zacharias     | Hochsprung     | 2,09 m        | 14            | ausgeschieden | ausgeschieden | 14     |
| Heinfried Engel      | Stabhochsprung | 4,90 m        | 15            | 5,20 m        | 8             | 8      |
| Claus Schiprowski    | Stabhochsprung | 4,90 m        | 3             | 5,40 m (OR)   | 2             | Silber |
| Reinhold Boschert    | Weitsprung     | 7,79 m        | 7             | 7,89          | 12            | 12     |
| Joachim Kugler       | Dreisprung     | 16,20 m       | 10            | 15,90 m       | 11            | 11     |
| Michael Sauer        | Dreisprung     | 16,02 m       | 15            | ausgeschieden | ausgeschieden | 15     |
| Heinfried Birlenbach | Kugelstoßen    | 19,43 m       | 6             | 18,80 m       | 8             | 8      |
| Traugott Glöckler    | Kugelstoßen    | 19,09 m       | 10            | 18,14 m       | 12            | 12     |
| Klaus-Peter Hennig   | Diskuswurf     | 53,80 m       | 21            | ausgeschieden | ausgeschieden | 21     |
| Hein-Direck Neu      | Diskuswurf     | 58,56 m       | 10            | 58,66 m       | 9             | 9      |
| Jens Reimers         | Diskuswurf     | 54,02 m       | 19            | ausgeschieden | ausgeschieden | 19     |
| Uwe Beyer            | Hammerwurf     | 65,44 m       | 16            | ausgeschieden | ausgeschieden | 16     |
| Hans Fahsl           | Hammerwurf     | 67,90 m       | 7             | 66,36 m       | 11            | 11     |
| Lutz Caspers         | Hammerwurf     | 65,54 m       | 15            | ausgeschieden | ausgeschieden | 15     |
| Rolf Herings         | Speerwurf      | 79,08 m       | 13            | ausgeschieden | ausgeschieden | 13     |
| Hermann Salomon      | Speerwurf      | 79,48 m       | 12            | 73,50 m       | 12            | 12     |
| Klaus Wolfermann     | Speerwurf      | 75,78 m       | 16            | ausgeschieden | ausgeschieden | 16     |

Mehrkampf
| Athleten         | 80 m Hürden | 80 m Hürden | Kugelstoßen | Kugelstoßen | Hochsprung | Hochsprung | Weitsprung | Weitsprung | 200 m  | 200 m | Punkte | Rang |
| Athleten         | Zeit        | Pkte.       | Weite       | Pkte.       | Höhe       | Pkte.      | Weite      | Pkte.      | Zeit   | Pkte. | Punkte | Rang |
| ---------------- | ----------- | ----------- | ----------- | ----------- | ---------- | ---------- | ---------- | ---------- | ------ | ----- | ------ | ---- |
| Fünfkampf Frauen |             |             |             |             |            |            |            |            |        |       |        |      |
| Ingrid Becker    | 10,9 s      | 1061        | 11,48 m     | 819         | 1,71 m     | 1057       | 6,43 m     | 1084       | 23,5 s | 1077  | 5098   | Gold |
| Manon Bornholdt  | 11,0 s      | 1044        | 12,37 m     | 880         | 1,59 m     | 934        | 6,42 m     | 1082       | 24,8 s | 950   | 4890   | 5    |

| Athleten           | 100 m  | 100 m | Weitsprung | Weitsprung | Kugelstoßen | Kugelstoßen | Hochsprung | Hochsprung | 400 m  | 400 m | 110 m Hürden | 110 m Hürden | Diskuswurf | Diskuswurf | Stabhochsprung | Stabhochsprung | Speerwurf | Speerwurf | 1500 m     | 1500 m | Punkte | Rang   |
| Athleten           | Zeit   | Pkte. | Weite      | Pkte.      | Weite       | Pkte.       | Höhe       | Pkte.      | Zeit   | Pkte. | Zeit         | Pkte.        | Weite      | Pkte.      | Höhe           | Pkte.          | Weite     | Pkte.     | Zeit       | Pkte.  | Punkte | Rang   |
| ------------------ | ------ | ----- | ---------- | ---------- | ----------- | ----------- | ---------- | ---------- | ------ | ----- | ------------ | ------------ | ---------- | ---------- | -------------- | -------------- | --------- | --------- | ---------- | ------ | ------ | ------ |
| Zehnkampf Männer   |        |       |            |            |             |             |            |            |        |       |              |              |            |            |                |                |           |           |            |        |        |        |
| Kurt Bendlin       | 10,7 s | 879   | 7,56 m     | 933        | 14,74 m     | 773         | 1,80 m     | 680        | 48,3 s | 884   | 15,0 s       | 848          | 46,78 m    | 814        | 4,60 m         | 957            | 75,42 m   | 940       | 5:09,8 min | 356    | 8064   | Bronze |
| Werner von Moltke  | 11,1 s | 780   | 6,14 m     | 635        | DNF         | DNF         | DNF        | DNF        | DNF    | DNF   | DNF          | DNF          | DNF        | DNF        | DNF            | DNF            | DNF       | DNF       | DNF        | DNF    | DNF    | DNF    |
| Hans-Joachim Walde | 10,9 s | 828   | 7,64 m     | 949        | 15,13 m     | 796         | 2,01 m     | 865        | 49,0 s | 852   | 14,8 s       | 870          | 43,54 m    | 754        | 4,30 m         | 884            | 71,62 m   | 897       | 4:58,5 min | 146    | 8111   | Silber |

### Moderner Fünfkampf
| Athleten                                   | Wettbewerb | Fechten | Fechten | Schwimmen  | Schwimmen | Reiten   | Reiten | Schießen | Schießen | 4000 m Crosslauf | 4000 m Crosslauf | Punkte | Rang |
| Athleten                                   | Wettbewerb | Siege   | Punkte  | Zeit       | Punkte    | Zeit     | Punkte | Ringe    | Punkte   | Zeit             | Punkte           | Punkte | Rang |
| ------------------------------------------ | ---------- | ------- | ------- | ---------- | --------- | -------- | ------ | -------- | -------- | ---------------- | ---------------- | ------ | ---- |
| Männer                                     |            |         |         |            |           |          |        |          |          |                  |                  |        |      |
| Elmar Frings                               | Einzel     | 26      | 839     | 4:01,7 min | 955       | 3:39 min | 1070   | 187      | 846      | 15:23,7 min      | 796              | 4506   | 17   |
| Heiner Thade                               | Einzel     | 29      | 908     | 4:14,6 min | 877       | 4:17 min | 910    | 192      | 956      | 16:24,2 min      | 613              | 4264   | 32   |
| Hans Jürgen Todt                           | Einzel     | 19      | 678     | 4:16,7 min | 865       | DNF      | 0      | 183      | 736      | 15:45,0 min      | 730              | 3009   | 46   |
| Elmar Frings Heiner Thade Hans Jürgen Todt | Mannschaft |         | 2480    |            | 2697      |          | 1980   |          | 2538     |                  | 2139             | 11.834 | 13   |

### Radsport

#### Bahn
| Athleten                                                               | Wettbewerb            | 1. Runde        | 1. Runde         | Achtelfinale | Achtelfinale | Viertelfinale    | Viertelfinale | Halbfinale    | Halbfinale       | Finale        | Finale        | Rang   |
| Athleten                                                               | Wettbewerb            | Gegner          | Zeit             | Zeit         | Rang         | Gegner           | Zeit/Ergebnis | Gegner        | Ergebnis         | Gegner        | Ergebnis      | Rang   |
| ---------------------------------------------------------------------- | --------------------- | --------------- | ---------------- | ------------ | ------------ | ---------------- | ------------- | ------------- | ---------------- | ------------- | ------------- | ------ |
| Männer                                                                 |                       |                 |                  |              |              |                  |               |               |                  |               |               |        |
| Jürgen Barth                                                           | Sprint                | Carlos Roqueiro | 11,39 s          | –            | 2            | Pierre Trentin   | 0:2           | ausgeschieden | ausgeschieden    | ausgeschieden | ausgeschieden | 5      |
| Klaus Kobusch Martin Stenzel                                           | Tandem                | AUS             | 10,27 s          | –            | –            | FRA              | 2:0           | ausgeschieden | ausgeschieden    | ausgeschieden | ausgeschieden | 5      |
| Rupert Kratzer                                                         | Einerverfolgung       | –               | 4:43,84 min      | –            | –            | Daniel Rebillard | 4:41,43 min   | ausgeschieden | ausgeschieden    | ausgeschieden | ausgeschieden | 5      |
| Udo Hempel Karl Link Karl-Heinz Henrichs Jürgen Kißner Rainer Podlesch | Mannschaftsverfolgung | SUI             | 4:19,90 min (WR) | –            | –            | POL              | 4:27,14 min   | ITA           | 4:15,76 min (WR) | DEN           | DSQ           | Silber |

| Athleten     | Wettbewerb        | Zeit        | Rang |
| ------------ | ----------------- | ----------- | ---- |
| Männer       |                   |             |      |
| Herbert Honz | 1000 m Zeitfahren | 1:05,61 min | 10   |

#### Straße
| Athleten                                                     | Wettbewerb            | Zeit         | Rang |
| ------------------------------------------------------------ | --------------------- | ------------ | ---- |
| Männer                                                       |                       |              |      |
| Ortwin Czarnowski                                            | Straßenrennen         | DNF          | DNF  |
| Burkhard Ebert                                               | Straßenrennen         | 4:44:10 h    | 12   |
| Dieter Koslar                                                | Straßenrennen         | DNF          | DNF  |
| Jürgen Tschan                                                | Straßenrennen         | 4:52:50 h    | 45   |
| Burkhard Ebert Jürgen Tschan Ortwin Czarnowski Dieter Koslar | Mannschaftszeitfahren | 2:15:37,25 h | 8    |

### Reiten

#### Dressurreiten
| Athleten                                                                         | Wettbewerb | Qualifikation | Qualifikation | Finale | Finale | Gesamt | Gesamt |
| Athleten                                                                         | Wettbewerb | Punkte        | Rang          | Punkte | Rang   | Punkte | Rang   |
| -------------------------------------------------------------------------------- | ---------- | ------------- | ------------- | ------ | ------ | ------ | ------ |
| Reiner Klimke mit Dux                                                            | Einzel     | 896           | 3             | 641    | 2      | 1546   | Silber |
| Liselott Linsenhoff mit Piaff                                                    | Einzel     | 855           | 8             | –      | –      | 855    | 8      |
| Josef Neckermann mit Mariano                                                     | Einzel     | 948           | 1             | 598    | 7      | 1537   | Bronze |
| Reiner Klimke mit Dux Liselott Linsenhoff mit Piaff Josef Neckermann mit Mariano | Mannschaft | –             | –             | 2699   | 1      | 2699   | Gold   |

#### Springreiten
| Athleten                                                                                    | Wettbewerb | 1. Umlauf   | 2. Umlauf   | Gesamt      | Gesamt |
| Athleten                                                                                    | Wettbewerb | Strafpunkte | Strafpunkte | Strafpunkte | Rang   |
| ------------------------------------------------------------------------------------------- | ---------- | ----------- | ----------- | ----------- | ------ |
| Alwin Schockemöhle mit Donald Rex                                                           | Einzel     | 8,00        | 8,00        | 16,00       | 7      |
| Hartwig Steenken mit Simona                                                                 | Einzel     | 16,00       | DNQ         | –           | 26     |
| Hans Günter Winkler mit Enigk                                                               | Einzel     | 8,00        | 4,00        | 12,00       | 5      |
| Alwin Schockemöhle mit Donald Rex Hermann Schridde mit Dozent Hans Günter Winkler mit Enigk | Mannschaft | 58,25       | 59,00       | 117,25      | Bronze |

#### Vielseitigkeitsreiten
| Athleten                                                                                                  | Wettbewerb | Minuspunkte Dressur | Minuspunkte Gelände | Minuspunkte Springen | Minuspunkte Gesamt | Rang   |
| --- | ---------- | ------------------- | ------------------- | -------------------- | ------------------ | ------ |
| Lutz Goessing mit Arved                                                                                   | Einzel     | 49,00               | 95,60               | 10,00                | 36,60              | 6      |
| Horst Karsten mit Adagio                                                                                  | Einzel     | 32,00               | 91,20               | 10,00                | 49,20              | Bronze |
| Jochen Mehrdorf mit Lapislazuli                                                                           | Einzel     | 60,67               | 51,60               | 20,00                | 29,07              | 20     |
| Klaus Wagner mit Abdulla                                                                                  | Einzel     | 58,00               | 38,00               | 30,00                | 50,00              | 25     |
| Lutz Goessing mit Arved Horst Karsten mit Adagio Jochen Mehrdorf mit Lapislazuli Klaus Wagner mit Abdulla | Mannschaft | 139,00              | 238,40              | 40,00                | 56,73              | Bronze |

### Ringen

#### Griechisch-römischer Stil
| Athleten         | Wettbewerb        | 1. Runde    | 1. Runde | 2. Runde    | 2. Runde | 3. Runde      | 3. Runde      | 4. Runde      | 4. Runde      | 5. Runde      | 5. Runde      | 6. Runde      | 6. Runde      | Rang          |
| Athleten         | Wettbewerb        | Gegner      | Erg.     | Gegner      | Erg.     | Gegner        | Erg.          | Gegner        | Erg.          | Gegner        | Erg.          | Gegner        | Erg.          | Rang          |
| ---------------- | ----------------- | ----------- | -------- | ----------- | -------- | ------------- | ------------- | ------------- | ------------- | ------------- | ------------- | ------------- | ------------- | ------------- |
| Männer           |                   |             |          |             |          |               |               |               |               |               |               |               |               |               |
| Rolf Lacour      | Fliegengewicht    | Alker       | U        | Karmous     | S        | Stoiciu       | S             | Vesterinen    | U             | Zeman         | S             | ausgeschieden | ausgeschieden | 5             |
| Fritz Stange     | Bantamgewicht     | Kotschergin | N        | Grilo       | S        | ausgeschieden | ausgeschieden | ausgeschieden | ausgeschieden | ausgeschieden | ausgeschieden | ausgeschieden | ausgeschieden | ausgeschieden |
| Klaus Rost       | Leichtgewicht     | El-Sherbini | S        | Ayvaz       | U        | Enache        | S             | Tapio         | S             | Holzer        | S             | Horvat        | N             | 4             |
| Peter Nettekoven | Weltergewicht     | Berger      | N        | Balah       | S        | Țăranu        | N             | ausgeschieden | ausgeschieden | ausgeschieden | ausgeschieden | ausgeschieden | ausgeschieden | ausgeschieden |
| Ernst Knoll      | Mittelgewicht     | Freilos     | Freilos  | Kış         | N        | Negrilă       | N             | ausgeschieden | ausgeschieden | ausgeschieden | ausgeschieden | ausgeschieden | ausgeschieden | ausgeschieden |
| Heinz Kiehl      | Halbschwergewicht | Martinescu  | N        | Kiss        | N        | ausgeschieden | ausgeschieden | ausgeschieden | ausgeschieden | ausgeschieden | ausgeschieden | ausgeschieden | ausgeschieden | ausgeschieden |
| Roland Bock      | Schwergewicht     | Svensson    | U        | Roschtschin | N        | Petrow        | N             | ausgeschieden | ausgeschieden | ausgeschieden | ausgeschieden | ausgeschieden | ausgeschieden | ausgeschieden |

#### Freier Stil
| Athleten          | Wettbewerb        | 1. Runde | 1. Runde | 2. Runde  | 2. Runde | 3. Runde      | 3. Runde      | 4. Runde       | 4. Runde      | 5. Runde      | 5. Runde      | 6. Runde      | 6. Runde      | Rang          |
| Athleten          | Wettbewerb        | Gegner   | Erg.     | Gegner    | Erg.     | Gegner        | Erg.          | Gegner         | Erg.          | Gegner        | Erg.          | Gegner        | Erg.          | Rang          |
| ----------------- | ----------------- | -------- | -------- | --------- | -------- | ------------- | ------------- | -------------- | ------------- | ------------- | ------------- | ------------- | ------------- | ------------- |
| Männer            |                   |          |          |           |          |               |               |                |               |               |               |               |               |               |
| Paul Neff         | Fliegengewicht    | Esenceli | U        | Martínez  | S        | Erdős         | S             | Castillo       | S             | Damdinscharaw | N             | ausgeschieden | ausgeschieden | ausgeschieden |
| Klaus Rost        | Leichtgewicht     | Till     | S        | Chand     | S        | Lebeque       | S             | Movahed        | N             | Waltschew     | N             | ausgeschieden | ausgeschieden | ausgeschieden |
| Ernst Knoll       | Mittelgewicht     | Lara     | N        | Endo      | N        | ausgeschieden | ausgeschieden | ausgeschieden  | ausgeschieden | ausgeschieden | ausgeschieden | ausgeschieden | ausgeschieden | ausgeschieden |
| Heinz Kiehl       | Halbschwergewicht | Lomidse  | N        | Ayık      | N        | ausgeschieden | ausgeschieden | ausgeschieden  | ausgeschieden | ausgeschieden | ausgeschieden | ausgeschieden | ausgeschieden | ausgeschieden |
| Wilfried Dietrich | Schwergewicht     | Geris    | S        | Bocheński | S        | Stîngu        | S             | Öldsiisaichany | S             | Medwed        | N             | Duraliew      | N             | Bronze        |

### Rudern
| Athleten | Wettbewerb             | Vorlauf     | Vorlauf | Vorlauf       | Hoffnungslauf | Hoffnungslauf | Hoffnungslauf | Halbfinale  | Halbfinale | Halbfinale    | Finale      | Finale | Rang   |
| Athleten | Wettbewerb             | Zeit        | Rang    | Qualifikation | Zeit          | Rang          | Qualifikation | Zeit        | Rang       | Qualifikation | Zeit        | Rang   | Rang   |
| --- | ---------------------- | ----------- | ------- | ------------- | ------------- | ------------- | ------------- | ----------- | ---------- | ------------- | ----------- | ------ | ------ |
| Männer |                        |             |         |               |               |               |               |             |            |               |             |        |        |
| Jochen Meißner | Einer                  | 7:45,80 min | 2       | Halbfinale    | –             | –             | –             | 7:51,26 min | 6          | A-Finale      | 7:47,98 min | 2      | Silber |
| Wolfgang Glock Udo Hild | Doppelzweier           | 6:59,70 min | 7       | Halbfinale    | –             | –             | –             | 7:11,56 min | 3          | A-Finale      | 7:12,20 min | 6      | 6      |
| Günther Karl Franz Held | Zweier ohne Steuermann | 7:45,49 min | 14      | Hoffnungslauf | 7:31,91 min   | 5             | Halbfinale    | 7:53,06 min | 12         | B-Finale      | 7:40,88 min | 6      | 12     |
| Bernhard Hiesinger Rolf Hartung Lutz Benter (Steuermann) | Zweier mit Steuermann  | 8:19,78 min | 8       | Halbfinale    | –             | –             | –             | 8:05,49 min | 6          | A-Finale      | 8:41,51 min | 6      | 6      |
| Thomas Hitzbleck Manfred Weinreich Volkhard Buchter Jochen Heck | Vierer ohne Steuermann | 7:14,44 min | 8       | Hoffnungslauf | 6:32,56 min   | 2             | A-Finale      | –           | –          | –             | 7:08,22 min | 6      | 6      |
| Niko Ott Peter Berger Udo Brecht Hans-Johann Färber Stefan Armbruster (Steuermann)                                                                                                | Vierer mit Steuermann  | 7:12,04 min | 6       | Halbfinale    | –             | –             | –             | 7:06,45 min | 9          | B-Finale      | DNS         | DNS    | 12     |
| Horst Meyer Dirk Schreyer Rüdiger Henning Lutz Ulbricht Wolfgang Hottenrott Egbert Hirschfelder Jörg Siebert Niko Ott (Finale) Gunther Tiersch (Steuermann) Roland Böse (Vorlauf) | Achter                 | 6:04,22 min | 1       | A-Finale      | –             | –             | –             | –           | –          | –             | 6:07,00 min | 1      | Gold   |

### Schießen
| Athleten             | Wettbewerb                               | Finale         | Finale |
| Athleten             | Wettbewerb                               | Ringe/Scheiben | Rang   |
| -------------------- | ---------------------------------------- | -------------- | ------ |
| Mixed                |                                          |                |        |
| Heinz Mertel         | Freie Pistole 50 Meter                   | 562            | Silber |
| Kurt Meyer           | Freie Pistole 50 Meter                   | 506            | 65     |
| Erich Masurat        | Schnellfeuerpistole 25 Meter             | 590            | 5      |
| Hans Standl          | Schnellfeuerpistole 25 Meter             | 587            | 9      |
| Karl Wenk            | Kleinkaliber liegend 50 Meter            | 594            | 13     |
| Klaus Zähringer      | Kleinkaliber liegend 50 Meter            | 591            | 33     |
| Bernd Klingner       | Kleinkaliber Dreistellungskampf 50 Meter | 1157           | Gold   |
| Peter Kohnke         | Kleinkaliber Dreistellungskampf 50 Meter | 1151           | 7      |
| Werner Bühse         | Trap                                     | 189            | 29     |
| Erich Gehmann        | Trap                                     | 187            | 38     |
| Karl Meyer zu Hölsen | Skeet                                    | 189            | 21     |
| Konrad Wirnhier      | Skeet                                    | 198            | Bronze |

### Schwimmen
| Athleten                                                          | Wettbewerb                | Vorlauf     | Vorlauf | Halbfinale    | Halbfinale    | Finale        | Finale        | Rang   |
| Athleten                                                          | Wettbewerb                | Zeit        | Rang    | Zeit          | Rang          | Zeit          | Rang          | Rang   |
| ----------------------------------------------------------------- | ------------------------- | ----------- | ------- | ------------- | ------------- | ------------- | ------------- | ------ |
| Frauen                                                            |                           |             |         |               |               |               |               |        |
| Helmi Boxberger                                                   | 100 m Freistil            | 1:05,1 min  | 32      | ausgeschieden | ausgeschieden | ausgeschieden | ausgeschieden | 32     |
| Helmi Boxberger                                                   | 200 m Lagen               | 2:45,2 min  | 31      | –             | –             | ausgeschieden | ausgeschieden | 31     |
| Ingeborg Renner                                                   | 100 m Freistil            | 1:05,9 min  | 40      | ausgeschieden | ausgeschieden | ausgeschieden | ausgeschieden | 40     |
| Heidemarie Reineck                                                | 100 m Freistil            | 1:04,2 min  | 26      | ausgeschieden | ausgeschieden | ausgeschieden | ausgeschieden | 26     |
| Heidemarie Reineck                                                | 200 m Freistil            | 2:21,4 min  | 20      | ausgeschieden | ausgeschieden | ausgeschieden | ausgeschieden | 20     |
| Aloisia Bauer                                                     | 200 m Freistil            | 2:24,5 min  | 25      | ausgeschieden | ausgeschieden | ausgeschieden | ausgeschieden | 25     |
| Doris Meister                                                     | 100 m Rücken              | 1:14,1 min  | 30      | ausgeschieden | ausgeschieden | ausgeschieden | ausgeschieden | 30     |
| Angelika Kraus                                                    | 100 m Rücken              | 1:12,6 min  | 25      | ausgeschieden | ausgeschieden | ausgeschieden | ausgeschieden | 25     |
| Angelika Kraus                                                    | 200 m Rücken              | 2:36,7 min  | 14      | –             | –             | ausgeschieden | ausgeschieden | 14     |
| Uta Frommater                                                     | 100 m Brust               | 1:18,5 min  | 5       | 1:16,9 min    | 4             | 1:16,2 min    | 4             | 4      |
| Verena Eberle                                                     | 100 m Brust               | 1:22,6 min  | 23      | ausgeschieden | ausgeschieden | ausgeschieden | ausgeschieden | 23     |
| Verena Eberle                                                     | 200 m Brust               | 2:52,5 min  | 12      | –             | –             | ausgeschieden | ausgeschieden | 12     |
| Heike Hustede                                                     | 100 m Schmetterling       | 1:07,7 min  | 5       | 1:07,0 min    | 6             | 1:06,9 min    | 6             | 6      |
| Heike Hustede                                                     | 200 m Schmetterling       | 2:32,1 min  | 5       | –             | –             | 2:27,9 min    | 5             | 5      |
| Heli Matzdorf                                                     | 200 m Lagen               | 2:42,1 min  | 23      | –             | –             | ausgeschieden | ausgeschieden | 23     |
| Heli Matzdorf                                                     | 400 m Lagen               | 5:50,5 min  | 18      | –             | –             | ausgeschieden | ausgeschieden | 18     |
| Heidemarie Reineck Aloisia Bauer Ingeborg Renner Helmi Boxberger  | 4 × 100-m-Freistilstaffel | 4:19,4 min  | 12      | –             | –             | ausgeschieden | ausgeschieden | 12     |
| Angelika Kraus Uta Frommater Heike Hustede Heidemarie Reineck     | 4 × 100-m-Lagenstaffel    | 4:39,5 min  | 5       | –             | –             | 4:36,4 min    | 3             | Bronze |
| Männer                                                            |                           |             |         |               |               |               |               |        |
| Peter Schorning                                                   | 100 m Freistil            | 56,9 s      | 39      | ausgeschieden | ausgeschieden | ausgeschieden | ausgeschieden | 39     |
| Wolfgang Kremer                                                   | 100 m Freistil            | 55,0 s      | 11      | 54,3 s        | 9             | ausgeschieden | ausgeschieden | 9      |
| Wolfgang Kremer                                                   | 200 m Freistil            | 2:02,1 min  | 15      | –             | –             | ausgeschieden | ausgeschieden | 14     |
| Olaf von Schilling                                                | 100 m Freistil            | 55,8 s      | 22      | 55,9 s        | 23            | ausgeschieden | ausgeschieden | 23     |
| Olaf von Schilling                                                | 200 m Freistil            | 2:01,7 min  | 12      | –             | –             | ausgeschieden | ausgeschieden | 11     |
| Werner Krammel                                                    | 200 m Freistil            | 2:07,9 min  | 38      | –             | –             | ausgeschieden | ausgeschieden | 37     |
| Werner Krammel                                                    | 400 m Freistil            | 4:34,0 min  | 22      | –             | –             | ausgeschieden | ausgeschieden | 22     |
| Hans Fassnacht                                                    | 400 m Freistil            | 4:20,7 min  | 7       | –             | –             | 4:18,1 min    | 7             | 7      |
| Hans Fassnacht                                                    | 1500 m Freistil           | 17:40,2 min | 10      | –             | –             | ausgeschieden | ausgeschieden | 10     |
| Reinhard Blechert                                                 | 100 m Rücken              | 1:02,7 min  | 8       | 1:02,2 min    | 8             | 1:01,9 min    | 7             | 7      |
| Reinhard Blechert                                                 | 200 m Rücken              | 2:16,5 min  | 9       | –             | –             | ausgeschieden | ausgeschieden | 9      |
| Gregor Betz                                                       | 100 m Brust               | 1:10,3 min  | 14      | 1:09,8 min    | 13            | ausgeschieden | ausgeschieden | 13     |
| Thomas Aretz                                                      | 100 m Brust               | 1:11,1 min  | 23      | 1:11,2 min    | 21            | ausgeschieden | ausgeschieden | 21     |
| Thomas Aretz                                                      | 200 m Brust               | 2:39,0 min  | 18      | –             | –             | ausgeschieden | ausgeschieden |        |
| Michael Günther                                                   | 100 m Brust               | 1:10,3 min  | 14      | 1:09,7 min    | 11            | ausgeschieden | ausgeschieden | 11     |
| Michael Günther                                                   | 200 m Brust               | 2:40,7 min  | 23      | –             | –             | ausgeschieden | ausgeschieden | 18     |
| Theo Bolkart                                                      | 200 m Brust               | 2:36,8 min  | 13      | –             | –             | ausgeschieden | ausgeschieden | 22     |
| Werner Freitag                                                    | 100 m Schmetterling       | 1:00,1 min  | 18      | 59,9 s        | 14            | ausgeschieden | ausgeschieden | 14     |
| Lutz Stoklasa                                                     | 100 m Schmetterling       | 59,2 s      | 6       | 58,5 s        | 5             | 58,9 s        | 7             | 7      |
| Lutz Stoklasa                                                     | 200 m Schmetterling       | 2:16,4 min  | 16      | –             | –             | ausgeschieden | ausgeschieden | 16     |
| Folkert Meeuw                                                     | 200 m Schmetterling       | 2:11,1 min  | 4       | –             | –             | 2:11,5 min    | 6             | 6      |
| Jürgen Schiller                                                   | 200 m Lagen               | 2:20,8 min  | 15      | –             | –             | ausgeschieden | ausgeschieden | 15     |
| Michael Holthaus                                                  | 200 m Lagen               | 2:17,5 min  | 7       | –             | –             | 2:16,8 min    | 7             | 7      |
| Michael Holthaus                                                  | 400 m Lagen               | 5:00,8 min  | 6       | –             | –             | 4:51,4 min    | 3             | Bronze |
| Reinhard Merkel                                                   | 200 m Lagen               | 2:17,8 min  | 9       | –             | –             | ausgeschieden | ausgeschieden | 9      |
| Reinhard Merkel                                                   | 400 m Lagen               | 5:00,6 min  | 5       | –             | –             | 4:59,8 min    | 6             | 6      |
| Bernhard Mock                                                     | 400 m Lagen               | 5:07,1 min  | 13      | –             | –             | ausgeschieden | ausgeschieden | 13     |
| Peter Schorning Wolfgang Kremer Olaf von Schilling Hans Fassnacht | 4 × 100-m-Freistilstaffel | 3:40,2 min  | 5       | –             | –             | 3:39,0 min    | 6             | 6      |
| Hans Fassnacht Olaf von Schilling Folkert Meeuw Wolfgang Kremer   | 4 × 200-m-Freistilstaffel | 8:07,1      | 4       | –             | –             | 8,04,3 min    | 6             | 6      |
| Reinhard Blechert Gregor Betz Lutz Stoklasa Wolfgang Kremer       | 4 × 100-m-Lagenstaffel    | 4:04,7 min  | 4       | –             | –             | 4:05,4 min    | 6             | 6      |

### Segeln
| Athleten                                         | Wettbewerb      | Rennen 1 | Rennen 1 | Rennen 2 | Rennen 2 | Rennen 3 | Rennen 3 | Rennen 4 | Rennen 4 | Rennen 5 | Rennen 5 | Rennen 6 | Rennen 6 | Rennen 7 | Rennen 7 | Gesamt | Gesamt |
| Athleten                                         | Wettbewerb      | Punkte   | Rang     | Punkte   | Rang     | Punkte   | Rang     | Punkte   | Rang     | Punkte   | Rang     | Punkte   | Rang     | Punkte   | Rang     | Punkte | Rang   |
| ------------------------------------------------ | --------------- | -------- | -------- | -------- | -------- | -------- | -------- | -------- | -------- | -------- | -------- | -------- | -------- | -------- | -------- | ------ | ------ |
| Mixed                                            |                 |          |          |          |          |          |          |          |          |          |          |          |          |          |          |        |        |
| Willi Kuhweide                                   | Finn-Dinghy     | 17       | 11       | 13       | 7        | 23       | 17       | 31       | 25       | 32       | 26       | 15       | 9        | 21       | 15       | 120    | 15     |
| Ullrich Libor Peter Naumann                      | Flying Dutchman | 0        | 1        | 5,7      | 3        | 3        | 2        | 3        | 2        | 19       | 13       | 27       | 21       | 13       | 7        | 43,7   | Silber |
| Eckart Wagner Fritz Kopperschmidt                | Star            | 14       | 8        | 18       | 12       | 26       | DNF      | 15       | 9        | 14       | 8        | 16       | 10       | 19       | 13       | 96     | 12     |
| Rudolf Harmstorf Karl-August Stolze Harald Stein | 5,5-m-R-Klasse  | 3        | 2        | 5,7      | 3        | 10       | 5        | 15       | 9        | 5,7      | 3        | 15       | 9        | 8        | 4        | 47,4   | 4      |
| Klaus Oldendorff Axel May Peter Stülcken         | Drachen         | 22       | 16       | 10       | 5        | 20       | 14       | 14       | 8        | 0        | 1        | 8        | 4        | 22       | 16       | 74     | 7      |

### Turnen
| Athleten                                                                              | Wettbewerb           | Qualifikation | Qualifikation | Finale        | Finale        | Rang |
| Athleten                                                                              | Wettbewerb           | Punkte        | Rang          | Punkte        | Rang          | Rang |
| ------------------------------------------------------------------------------------- | -------------------- | ------------- | ------------- | ------------- | ------------- | ---- |
| Frauen                                                                                |                      |               |               |               |               |      |
| Petra Jebram                                                                          | Einzelmehrkampf      | –             | –             | 70,30         | 55            | 55   |
| Petra Jebram                                                                          | Boden                | 17,80         | 54            | ausgeschieden | ausgeschieden | 54   |
| Petra Jebram                                                                          | Schwebebalken        | 16,45         | 80            | ausgeschieden | ausgeschieden | 80   |
| Petra Jebram                                                                          | Sprung               | 17,90         | 51            | ausgeschieden | ausgeschieden | 51   |
| Petra Jebram                                                                          | Stufenbarren         | 18,15         | 34            | ausgeschieden | ausgeschieden | 34   |
| Angelika Kern                                                                         | Einzelmehrkampf      | –             | –             | 71,35         | 43            | 43   |
| Angelika Kern                                                                         | Boden                | 17,80         | 54            | ausgeschieden | ausgeschieden | 54   |
| Angelika Kern                                                                         | Schwebebalken        | 17,50         | 52            | ausgeschieden | ausgeschieden | 52   |
| Angelika Kern                                                                         | Sprung               | 18,00         | 46            | ausgeschieden | ausgeschieden | 46   |
| Angelika Kern                                                                         | Stufenbarren         | 18,05         | 39            | ausgeschieden | ausgeschieden | 39   |
| Irmi Krauser                                                                          | Einzelmehrkampf      | –             | –             | 71,20         | 45            | 45   |
| Irmi Krauser                                                                          | Boden                | 18,00         | 43            | ausgeschieden | ausgeschieden | 43   |
| Irmi Krauser                                                                          | Schwebebalken        | 16,40         | 82            | ausgeschieden | ausgeschieden | 82   |
| Irmi Krauser                                                                          | Sprung               | 18,30         | 36            | ausgeschieden | ausgeschieden | 36   |
| Irmi Krauser                                                                          | Stufenbarren         | 18,50         | 24            | ausgeschieden | ausgeschieden | 24   |
| Helga Matschkur                                                                       | Einzelmehrkampf      | –             | –             | 69,75         | 62            | 62   |
| Helga Matschkur                                                                       | Boden                | 17,60         | 66            | ausgeschieden | ausgeschieden | 66   |
| Helga Matschkur                                                                       | Schwebebalken        | 16,45         | 80            | ausgeschieden | ausgeschieden | 80   |
| Helga Matschkur                                                                       | Sprung               | 17,65         | 64            | ausgeschieden | ausgeschieden | 64   |
| Helga Matschkur                                                                       | Stufenbarren         | 18,05         | 39            | ausgeschieden | ausgeschieden | 39   |
| Marlies Stegemann                                                                     | Einzelmehrkampf      | –             | –             | 70,55         | 48            | 48   |
| Marlies Stegemann                                                                     | Boden                | 18,10         | 40            | ausgeschieden | ausgeschieden | 40   |
| Marlies Stegemann                                                                     | Schwebebalken        | 16,70         | 76            | ausgeschieden | ausgeschieden | 76   |
| Marlies Stegemann                                                                     | Sprung               | 18,40         | 31            | ausgeschieden | ausgeschieden | 31   |
| Marlies Stegemann                                                                     | Stufenbarren         | 17,35         | 61            | ausgeschieden | ausgeschieden | 61   |
| Anna Stein                                                                            | Einzelmehrkampf      | –             | –             | 70,00         | 59            | 59   |
| Anna Stein                                                                            | Boden                | 17,75         | 56            | ausgeschieden | ausgeschieden | 56   |
| Anna Stein                                                                            | Schwebebalken        | 16,20         | 84            | ausgeschieden | ausgeschieden | 84   |
| Anna Stein                                                                            | Sprung               | 17,85         | 53            | ausgeschieden | ausgeschieden | 53   |
| Anna Stein                                                                            | Stufenbarren         | 18,20         | 31            | ausgeschieden | ausgeschieden | 31   |
| Petra Jebram Angelika Kern Irmi Krauser Helga Matschkur Marlies Stegemann Anna Stein  | Mannschaftsmehrkampf | –             | –             | 354,65        | 9             | 9    |
| Männer                                                                                |                      |               |               |               |               |      |
| Heinz Häussler                                                                        | Einzelmehrkampf      | –             | –             | 108,80        | 45            | 45   |
| Heinz Häussler                                                                        | Barren               | 18,30         | 60            | ausgeschieden | ausgeschieden | 60   |
| Heinz Häussler                                                                        | Boden                | 18,15         | 42            | ausgeschieden | ausgeschieden | 42   |
| Heinz Häussler                                                                        | Pauschenpferd        | 18,80         | 16            | ausgeschieden | ausgeschieden | 16   |
| Heinz Häussler                                                                        | Reck                 | 18,20         | 61            | ausgeschieden | ausgeschieden | 61   |
| Heinz Häussler                                                                        | Ringe                | 17,55         | 68            | ausgeschieden | ausgeschieden | 68   |
| Heinz Häussler                                                                        | Sprung               | 17,80         | 83            | ausgeschieden | ausgeschieden | 83   |
| Erich Hess                                                                            | Einzelmehrkampf      | –             | –             | 107,75        | 60            | 60   |
| Erich Hess                                                                            | Barren               | 17,30         | 94            | ausgeschieden | ausgeschieden | 94   |
| Erich Hess                                                                            | Boden                | 18,05         | 46            | ausgeschieden | ausgeschieden | 46   |
| Erich Hess                                                                            | Pauschenpferd        | 17,10         | 81            | ausgeschieden | ausgeschieden | 81   |
| Erich Hess                                                                            | Reck                 | 18,90         | 19            | ausgeschieden | ausgeschieden | 19   |
| Erich Hess                                                                            | Ringe                | 18,15         | 38            | ausgeschieden | ausgeschieden | 38   |
| Erich Hess                                                                            | Sprung               | 18,25         | 43            | ausgeschieden | ausgeschieden | 43   |
| Hermann Höpfner                                                                       | Einzelmehrkampf      | –             | –             | 108,05        | 55            | 55   |
| Hermann Höpfner                                                                       | Barren               | 18,30         | 60            | ausgeschieden | ausgeschieden | 60   |
| Hermann Höpfner                                                                       | Boden                | 18,05         | 46            | ausgeschieden | ausgeschieden | 46   |
| Hermann Höpfner                                                                       | Pauschenpferd        | 17,80         | 48            | ausgeschieden | ausgeschieden | 48   |
| Hermann Höpfner                                                                       | Reck                 | 18,30         | 56            | ausgeschieden | ausgeschieden | 56   |
| Hermann Höpfner                                                                       | Ringe                | 17,50         | 74            | ausgeschieden | ausgeschieden | 74   |
| Hermann Höpfner                                                                       | Sprung               | 18,10         | 60            | ausgeschieden | ausgeschieden | 60   |
| Willi Jaschek                                                                         | Einzelmehrkampf      | –             | –             | 95,05         | 107           | 107  |
| Willi Jaschek                                                                         | Barren               | 18,85         | 26            | ausgeschieden | ausgeschieden | 26   |
| Willi Jaschek                                                                         | Boden                | 11,15         | 113           | ausgeschieden | ausgeschieden | 113  |
| Willi Jaschek                                                                         | Pauschenpferd        | 18,80         | 16            | ausgeschieden | ausgeschieden | 16   |
| Willi Jaschek                                                                         | Reck                 | 18,75         | 29            | ausgeschieden | ausgeschieden | 29   |
| Willi Jaschek                                                                         | Ringe                | 18,40         | 25            | ausgeschieden | ausgeschieden | 25   |
| Willi Jaschek                                                                         | Sprung               | 9,10          | 114           | ausgeschieden | ausgeschieden | 114  |
| Heiko Reinemer                                                                        | Einzelmehrkampf      | –             | –             | 108,20        | 51            | 51   |
| Heiko Reinemer                                                                        | Barren               | 18,50         | 49            | ausgeschieden | ausgeschieden | 49   |
| Heiko Reinemer                                                                        | Boden                | 18,65         | 14            | ausgeschieden | ausgeschieden | 14   |
| Heiko Reinemer                                                                        | Pauschenpferd        | 15,80         | 102           | ausgeschieden | ausgeschieden | 102  |
| Heiko Reinemer                                                                        | Reck                 | 18,65         | 33            | ausgeschieden | ausgeschieden | 33   |
| Heiko Reinemer                                                                        | Ringe                | 18,25         | 32            | ausgeschieden | ausgeschieden | 32   |
| Heiko Reinemer                                                                        | Sprung               | 18,35         | 37            | ausgeschieden | ausgeschieden | 37   |
| Helmut Tepasse                                                                        | Einzelmehrkampf      | –             | –             | 108,35        | 50            | 50   |
| Helmut Tepasse                                                                        | Barren               | 18,90         | 23            | ausgeschieden | ausgeschieden | 23   |
| Helmut Tepasse                                                                        | Boden                | 18,00         | 51            | ausgeschieden | ausgeschieden | 51   |
| Helmut Tepasse                                                                        | Pauschenpferd        | 16,80         | 83            | ausgeschieden | ausgeschieden | 83   |
| Helmut Tepasse                                                                        | Reck                 | 18,45         | 46            | ausgeschieden | ausgeschieden | 46   |
| Helmut Tepasse                                                                        | Ringe                | 17,75         | 60            | ausgeschieden | ausgeschieden | 60   |
| Helmut Tepasse                                                                        | Sprung               | 18,45         | 27            | ausgeschieden | ausgeschieden | 27   |
| Heinz Häussler Erich Hess Hermann Höpfner Willi Jaschek Heiko Reinemer Helmut Tepasse | Mannschaftsmehrkampf | –             | –             | 548,35        | 8             | 8    |

### Wasserball
| Wettbewerb              | Männer |
| ----------------------- | --- |
| Athleten                | Hermann Haverkamp Hans Hoffmeister Günter Kilian Heinz Kleimeier Lajos Nagy Ludwig Ott Kurt Schuhmann Wolf-Rüdiger Schulz Dietmar Seiz Peter Teicher Ludger Weeke                                                   |
| Gruppenphase            | Spanien 5:3 (3:0, 1:1, 0:1, 1:1) Ungarn 4:6 (1:1, 2:3, 0:0, 1:2) Sowjetunion 3:6 (1:0, 1:2, 1:3, 0:1) Brasilien 10:5 (1:2, 0:1, 5:1, 4:1) Kuba 6:7 (0:1, 1:1, 2:2, 3:3) Vereinigte Staaten 5:7 (1:1, 2:2, 1:2, 1:2) |
| Spiel um Platz 9 bis 12 | Mexiko 6:3 (0:0, 2:1, 2:2, 2:0) |
| Spiel um Platz 9        | Spanien 5:7 (1:1, 2:2, 1:3, 1:1) |
| Halbfinale              | ausgeschieden |
| Finale                  | ausgeschieden |
| Platzierung             | 9. |

### Wasserspringen
| Athleten            | Wettbewerb        | Qualifikation | Qualifikation | Finale        | Finale        | Gesamt | Gesamt |
| Athleten            | Wettbewerb        | Punkte        | Rang          | Punkte        | Rang          | Punkte | Rang   |
| ------------------- | ----------------- | ------------- | ------------- | ------------- | ------------- | ------ | ------ |
| Frauen              |                   |               |               |               |               |        |        |
| Angelika Hilbert    | 3-m-Kunstspringen | 86,83         | 11            | 42,00         | 7             | 128,83 | 9      |
| Ingeborg Busch      | 10-m-Turmspringen | 47,22         | 6             | 38,09         | 11            | 85,31  | 11     |
| Regina Krause       | 10-m-Turmspringen | 46,77         | 8             | 46,31         | 7             | 93,08  | 6      |
| Männer              |                   |               |               |               |               |        |        |
| Norbert Huda        | 3-m-Kunstspringen | 88,43         | 16            | ausgeschieden | ausgeschieden | 88,43  | 16     |
| Ulrich Reff         | 3-m-Kunstspringen | 95,42         | 11            | 44,66         | 10            | 140,08 | 10     |
| Klaus Konzorr       | 10-m-Turmspringen | 86,69         | 18            | ausgeschieden | ausgeschieden | 86,69  | 18     |
| Karlheinz Schwemmer | 10-m-Turmspringen | 89,00         | 14            | ausgeschieden | ausgeschieden | 89,00  | 14     |
| Bernd Wucherpfennig | 10-m-Turmspringen | 89,66         | 12            | 39,83         | 11            | 129,49 | 12     |